# 976 هـ
976 هـ هي سنة في التقويم الهجري امتدت مقابلةً في التقويم الميلادي بين سنتي 1568 و1569.

## وفيات
- يونس بن عبد الوهاب العيثاوي